# Olivier Quenardel
Dom Olivier Quenardel OCSO  (* 6. August 1946 in Ancienville) ist ein französischer römisch-katholischer Ordenspriester, Trappist und emeritierter Abt von Cîteaux.

## Leben
Olivier Quenardel (auch: Quénardel), ältestes von vier Kindern eines Landwirts aus dem Département Aisne, besuchte die renommierte Jesuitenschule Collège Saint-Joseph de Reims, die er 1963 mit dem Abitur absolvierte. Nach einem anfänglichen Jurastudium in Paris trat er 1967 im Alter von 20 Jahren in das Kloster Cîteaux des Ordens der Zisterzienser der strengeren Observanz (Trappisten) ein, in dem sein Onkel Joseph Quenardel (1916–1986) bereits Mönch war. Als Ordensnamen behielt er seinen Taufnamen bei (nach Oliver Plunkett). Am 11. April 1969 legte er als Mönch die zeitliche Profess ab. Nach Wehrdienst und philosophisch-theologischem Studium im Priesterseminar Dijon sowie im Kloster La Pierre-Qui-Vire erfolgte die feierliche Profess am 17. Oktober 1975. Die Priesterweihe erhielt er 1988. Vom 5. August 1993 bis zum 30. August 2021 war er im Kloster Cîteaux Abt. 2016 wurde er als Ritter in die französische Ehrenlegion aufgenommen.
Dom Quenardels Schwester Marie-Christine (* 1953) ist seit 1973 unter dem Ordensnamen Pierre-Marie Ordensschwester der Klarissen (zuerst in Tinqueux, dann in Cormontreuil).

## Schriften (Auswahl)
- La communion eucharistique dans le «Héraut de l’amour divin» de Gertrude d’Helfta. Situation, acteurs et mise en scène de la «divina pietas». Brepols, Turnhout 1997. (Magisterarbeit am Institut Supérieur de Liturgie des Institut Catholique de Paris)
- (mit anderen) L’ABCdaire des Cisterciens et du monde de Cîteaux. Flammarion, Paris 1998.
- (mit anderen) Cîteaux, une terre de silence où l’homme tient parole. Abbaye de Bellefontaine. Association pour le rayonnement de la culture cistercienne, Bégrolles-en-Mauges 1999.
- Sept fois sept. Coups de coeur pour la vie monastique. Desclée de Brouwer, Paris 2008.
- Introduction à la vie priante. Entretiens avec Véronique Dufief. L’Échelle de Jacob, Dijon 2011. (Vorwort von Alois Löser)
- Sagesse cistercienne. 900 ans de fécondité spirituelle. Médiaspaul, Paris 2016.
- Rien que du bonheur. Les Béatitudes. Une aventure aux mille couleurs. EdB, Nouan-le-Fuzelier 2022.
- Descendre vers le sommet. L’humilité dans la règle de saint Benoît. Éditions des Béatitudes. (erscheint 2025)